# Хаузен (Хунсрик)
Хаузен (њем. Hausen) општина је у њемачкој савезној држави Рајна-Палатинат. Једно је од 96 општинских средишта округа Биркенфелд. Према процјени из 2010. у општини је живјело 200 становника. Посједује регионалну шифру (AGS) 7134035.

## Географски и демографски подаци
Хаузен се налази у савезној држави Рајна-Палатинат у округу Биркенфелд. Општина се налази на надморској висини од 300 метара. Површина општине износи 5,0 km². У самом мјесту је, према процјени из 2010. године, живјело 200 становника. Просјечна густина становништва износи 40 становника/km².